# Place Aristide-Briand (Lyon)
 (janvier 2024).
Si vous disposez d'ouvrages ou d'articles de référence ou si vous connaissez des sites web de qualité traitant du thème abordé ici, merci de compléter l'article en donnant les références utiles à sa vérifiabilité et en les liant à la section « Notes et références ».
Pour les articles homonymes, voir Place Aristide-Briand.
La place Aristide-Briand est une place du quartier de la Guillotière des 3e et 7e arrondissements de Lyon, en France. Ce nom a été attribué le 9 juillet 1934 en Conseil Municipal. Elle rend hommage à l'homme politique et avocat français Aristide Briand (1862-1932) récipiendaire du prix Nobel de la paix en 1926.

## Historique
La place prend forme avec le percement du cours de Brosses, aujourd'hui cours Gambetta dans la décennie des années 1860. Elle porte alors le nom de place de l'Abondance, du nom d'une auberge célèbre.Le square de la partie Nord héberge une statue à la mémoire de Barthélémy Thimonnier,.

## Particularités
De forme carrée, elle ne possède aucun numéro en propre car ses quatre côtés sont en fait des voies propres : rues de l'Abondance, de Créqui, Duguesclin et avenue Félix-Faure. Elle a la particularité d'être traversée dans l'une de ses diagonales par le cours Gambetta (La partie nord se trouve dans le 3e arrondissement et la partie sud dans le 7e).